# 琳赛·伯格
琳赛·伯格（英語：Lindsey Berg，1980年7月16日—），美国女子排球运动员。她曾代表美国国家队参加2004年、2008年和2012年夏季奥林匹克运动会排球比赛，获得二枚银牌。